# Arratzua-Ubarrundia
Arratzua-Ubarrundia (en castellà Arrazua-Ubarrundia) és un municipi d'Àlaba, de la Quadrilla de Zuia. Està compost per una desena de petits pobles situats al nord de la capital provincial, Vitòria. En aquest municipi hi ha la presa de Ulibarri-Gamboa i la meitat occidental de l'Embassament del Zadorra, més conegut com a Embassament d'Ulibarri-Gamboa, que abasteix d'aigua a Bilbao i Vitòria, i serveix a més de lloc d'esbajo per a milers d'alabesos, que hi practiquen esports nàutics i prenen banys. Els 10 concejos que componen el municipi són: 
- Arroiabe.
- Arzubiaga.
- Betolatza.
- Durana, el més gran i on és l'ajuntament.
- Landa.
- Luku.
- Mendibil.
- Uribarri Ganboa.
- Zirao.
- Zurbao.

També pertany al municipi el poble de Nanclares de Gamboa, pertanyent antigament a l'ajuntament de Gamboa i que va ser annexionat a la fi de la dècada de 1950, quan aquest municipi va desaparèixer arran de la construcció del pantà. El poble es trobava en situació de semi-abandó, encara que s'ha revitalitzat per les activitats recreatives que es realitzen a la vora del pantà. Actualment té 22 habitants (2001), encara que no forma concejo i és administrat directament pel municipi. El municipi va sorgir arran de la fusió de les antigues germanors i municipis d'Arratzu i Ubarrundia.

## Llocs d'interès

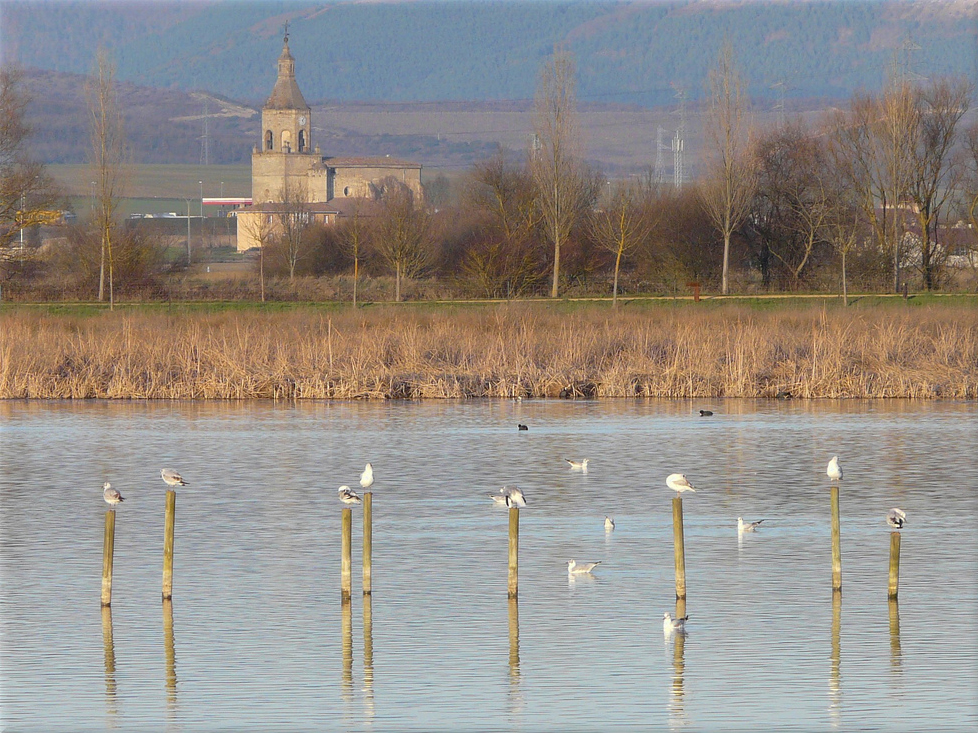
Estany de Salburua i església de Zurbao.

- Pont de Luku (Lukuko zubia), considerat del segle xvi; té al costat un palau del segle xviii.
- Església de Sant Esteve de Zurbao (Zurbaoko San Esteban eliza), del segle xv, amb un retaule del segle xvii.
- Esglésies romàniques: Se n'ha trobat restes a Dura, Arzubiaga, Betolatza i Uribarri Ganboa.
- Creus de pedra al costat de les cruïlles, a Langara Ganboa, Uribarri Ganboa i Zurbao.
- Alguns palaus dels segles XVI a XVIII.